# NGC 2867
NGC 2867 је планетарна маглина у сазвежђу Прамац која се налази на NGC листи објеката дубоког неба.
Деклинација објекта је - 58° 18' 40" а ректасцензија 9h 21m 25,4s. Привидна величина (магнитуда) објекта NGC 2867 износи 9,7 а фотографска магнитуда 9,7. NGC 2867 је још познат и под ознакама PK 278-5.1, ESO 126-PN8, CS=13.6.